# قانون داد–فرانک

نشان بزرگ (به انگلیسی: Great Seal)

قانون اصلاح وال استریت و حفاظت مصرف‌کننده (موسوم به قانون داد- فرانک) - که ۲۱ ژوئیه ۲۰۱۰ به امضای باراک اوباما، رئیس جمهور آمریکا، رسید - تغییرات بسیاری را بر رویه‌های مربوط به شرکت‌های مالی و غیر مالی آمریکا تحمیل کرده‌است. این قانون بیش از ۲۳۰۰ صفحه است و همه جنبه‌های صنعت خدمات مالی آمریکا را تحت تأثیر قرار داده است. این قانون ۱۶ سرفصل دارد و موضوعات گوناگونی را در ارتباط با اصلاحات مالی در بر می‌گیرد.
قانون داد- فرانک یک چارچوب قانونی برای شرکت‌های فعال در بازار اوراق بهادار و صنعت خدمات مالی آمریکا ایجاد کرده‌است؛ و تأثیرات مستقیم و غیرمستقیمی بر بنگاه‌های فعال در این بازار و صنعت دارد. از جمله مزایای این قانون می‌توان به بنیان‌گذاری نهادهایی برای حمایت بیش‌تر از مصرف‌کنندگان، بالا بردن شفافیت و حساب‌دهی گزارشگری، و ایجاد قوانین سخت‌گیرانه برای وثیقههای مربوط به وام‌های رهنی اشاره کرد. این قانون معایبی نیز دارد؛ از جمله، این که هنوز نتوانسته است به صورت کامل به وعده‌هایی که داده است (مثل، ایجاد اشتغال) عمل کند، و برای دست‌یابی به این اهداف هزینه‌های هنگفتی را بر جامعه تحمیل کرده‌است – هزینه‌های بودجه‌ای، رعایتی و اقتصادی. علاوه بر این، بر اساس برآوردهای انجام‌شده زمان درازی برای دست‌یابی کامل به اهداف این قانون لازم است (به نقل از ویکی‌پدیای انگلیسی).

## تاریخچه
قانون داد- فرانک ۱۱ دسامبر ۲۰۰۹ در مجلس نمایندگان آمریکا به تصویب رسید؛ ۲۰ می ۲۰۱۰ با انجام اصلاحاتی بر روی آن در مجلس سنای آمریکا تأیید شد؛ ۳۰ ژوئن ۲۰۱۰ به تصویب نهایی رسید؛ و سرانجام، ۲۱ ژوئیه ۲۰۱۰ پس از امضای آن توسط باراک اوباما، رئیس‌جمهور آمریکا، لازم‌الاجرا شد.
این قانون از زمان بحران مالی معروف به رکود بزرگ - که در سال ۱۹۲۹ به وقوع پیوست - جامع‌ترین اصلاحات قوانین مالی را در بردارد. قانون داد- فرانک در واکنش به بحران مالی ۲۰۰۸ تدوین شد؛ و هدف از وضع آن، نظارت بر عملکرد موسسات مالی، تقویت دوباره اعتماد مردم به سامانه‌های مالی و جلوگیری از بحران‌های مالی مشابه در آینده است. به‌طور کلی، دو حوزه‌ای که این قانون بر آن‌ها تمرکز دارد عبارتند از: (۱) حمایت از مصرف‌کننده، و (۲) کاهش ریسک منتقل‌شده به کل سامانه مالی که از فعالیت‌های موسسات مالی بزرگ سرچشمه گرفته‌است (به نقل از ویکی‌پدیای انگلیسی).
|  |  |